# هالینا استسکوویچ-وویچنو
هالینا استسکوویچ-وویچنو (انگلیسی: Halina Aszkiełowicz-Wojno; ۴ فوریهٔ ۱۹۴۷ – ۲۲ ژوئن ۲۰۱۸) بازیکن والیبال اهل لهستان بود.